# Eric Vail
Eric Vail (né le 16 septembre 1953 à Timmins en Ontario) est un joueur de hockey sur glace professionnel canadien ayant évolué dans la Ligue nationale de hockey de 1973 à 1982 avec les Flames d'Atlanta, les Flames de Calgary et les Red Wings de Détroit.
Il fut repêché par les Flames en seconde ronde, 21e au total, au repêchage amateur de la LNH 1973 et par les Nordiques de Québec, en 3e ronde (23e au total) au repêchage amateur de l'AMH 1973. Il connaîtra du succès chez les Flames, remportant même le trophée Calder en 1975.

## Vie personnelle
Vail et son ex-femme, Sylvia ont deux enfants : Scott et Natasha. Il retourne à Atlanta après la fin de sa carrière de joueur, résident à Lawrenceville en Géorgie où il est le gérant d'un club de Nuit. Quand la LNH retourne à Atlanta en 1999, Vail se joint à l'organisation des Thrashers dans les relations avec la communité et sert comme analyste aux parties de l'équipe à la radio. 
Le fils de Vail, Scott est le caddy du joueur de golf de la PGA, Brandt Snedeker.

## Statistiques
Pour les significations des abréviations, voir Statistiques du hockey sur glace.
| Saison     | Équipe                    | Ligue      |     | Saison régulière | Saison régulière | Saison régulière | Saison régulière | Saison régulière |   | Séries éliminatoires | Séries éliminatoires | Séries éliminatoires | Séries éliminatoires | Séries éliminatoires |
| Saison     | Équipe                    | Ligue      | PJ  | B                | A                | Pts              | Pun              | PJ               | B | A                    | Pts                  | Pun                  |                      |                      |
| 1970-1971  | Flyers de Niagara Falls   | OHA        | 59  | 18               | 30               | 48               | 76               |                  |   |                      |                      |                      |                      |                      |
| 1971-1972  | Flyers de Niagara Falls   | OHA        | 60  | 25               | 48               | 73               | 122              |                  |   |                      |                      |                      |                      |                      |
| 1972-1973  | Wolves de Sudbury         | OHA        | 63  | 48               | 57               | 105              | 80               |                  |   |                      |                      |                      |                      |                      |
| 1973-1974  | Knights d'Omaha           | LCH        | 37  | 10               | 18               | 28               | 54               |                  |   |                      |                      |                      |                      |                      |
| 1973-1974  | Flames d'Atlanta          | LNH        | 23  | 2                | 9                | 11               | 30               | 1                | 0 | 0                    | 0                    | 2                    |                      |                      |
| 1974-1975  | Flames d'Atlanta          | LNH        | 72  | 39               | 21               | 60               | 46               |                  |   |                      |                      |                      |                      |                      |
| 1975-1976  | Flames d'Atlanta          | LNH        | 60  | 16               | 31               | 47               | 34               | 2                | 0 | 0                    | 0                    | 0                    |                      |                      |
| 1976-1977  | Flames d'Atlanta          | LNH        | 78  | 32               | 39               | 71               | 22               | 3                | 1 | 3                    | 4                    | 0                    |                      |                      |
| 1977-1978  | Flames d'Atlanta          | LNH        | 79  | 22               | 36               | 58               | 16               | 2                | 1 | 1                    | 2                    | 0                    |                      |                      |
| 1978-1979  | Flames d'Atlanta          | LNH        | 80  | 35               | 48               | 83               | 53               | 2                | 0 | 1                    | 1                    | 2                    |                      |                      |
| 1979-1980  | Flames d'Atlanta          | LNH        | 77  | 28               | 25               | 53               | 22               | 4                | 3 | 1                    | 4                    | 2                    |                      |                      |
| 1980-1981  | Flames de Calgary         | LNH        | 64  | 28               | 36               | 64               | 23               | 6                | 0 | 0                    | 0                    | 0                    |                      |                      |
| 1981-1982  | Stars d'Oklahoma City     | LCH        | 3   | 0                | 3                | 3                | 0                |                  |   |                      |                      |                      |                      |                      |
| 1981-1982  | Red Wings de l'Adirondack | LAH        | 10  | 3                | 4                | 7                | 0                |                  |   |                      |                      |                      |                      |                      |
| 1981-1982  | Flames de Calgary         | LNH        | 6   | 4                | 1                | 5                | 0                |                  |   |                      |                      |                      |                      |                      |
| 1981-1982  | Red Wings de Détroit      | LNH        | 52  | 10               | 14               | 24               | 35               |                  |   |                      |                      |                      |                      |                      |
| 1982-1983  | Red Wings de l'Adirondack | LAH        | 74  | 20               | 29               | 49               | 33               | 5                | 1 | 1                    | 2                    | 0                    |                      |                      |
| Totaux LNH | Totaux LNH                | Totaux LNH | 591 | 216              | 260              | 476              | 281              | 20               | 5 | 6                    | 11                   | 6                    |                      |                      |